# تد کزینسکی
تئودور جان «تد» کزینسکی (به انگلیسی: Theodore John "Ted" Kaczynski؛ زاده ۲۲ مه ۱۹۴۲ – درگذشته ۱۰ ژوئن ۲۰۲۳)، که با نام مستعار «یونابامبر» (Unabomber) شناخته می‌شود، یک بمب گذار; تروریست داخلی، آنارشیست و ریاضیدان آمریکایی بود. او بین سال‌های ۱۹۷۸ تا ۱۹۹۵ مجموعه‌ای از بمب‌گذاری‌ها را انجام داد که منجر به کشته شدن سه نفر و زخمی شدن ۲۳ نفر دیگر شد. کزینسکی معتقد بود که جامعه صنعتی و فناوری به بشریت آسیب می‌رساند و هدف او از این بمب‌گذاری‌ها، تحریک انقلاب علیه سیستم بود.

## زندگی‌نامه
او در اورگرین پارک، ایلینوی زاده شد و به عنوان کودکی نابغه بزرگ شد. آی‌کیو او ۱۶۷ بود و چند سال را در مدرسه به‌صورت جهشی خواند. او از سنین پایین در مدارج دانشگاهی پیشرفت کرد. در ۱۶ سالگی وارد دانشگاه هاروارد شد و از آنجا لیسانس گرفت. در هاروارد منطق دان معروف، ویلارد کواین به او درس داد و او با نمرهٔ ۹۸٫۹٪ بالاترین نمره را در کلاس کواین به دست آورد.
در سال ۱۹۶۲ وارد دانشگاه میشیگان شد و به ترتیب در سال‌های ۱۹۶۴ و ۱۹۶۷ با مدارک کارشناسی ارشد و دکتری از این دانشگاه فارغ‌التحصیل شد. دانشگاه‌های شیکاگو و برکلی دیگر دانشگاه‌هایی بودند که وی برای تحصیلات تکمیلی ثبت نام کرده و پذیرفته شده بود اما تنها دانشگاه میشیگان به وی پیشنهاد کمک تحصیلی ۲۳۱۰ دلار (معادل ۱۹۳۴۳ دلار سال ۲۰۱۸) و نیز یک شغل تدریس نمود. در اواخر ۱۹۶۷ کزینسکی ۲۵ ساله جوان‌ترین استاد ریاضی کل تاریخ دانشگاه کالیفرنیا، برکلی شد و دو سال بعد استعفا داد.
در ۱۹۷۱ به کابینی دوردست بدون برق و آب در لینکن، مونتانا نقل مکان کرد و در انزوا در حالی مهارت‌های بقا را تمرین می‌کرد زندگی کرد تا بتواند خودکفا شود.
کزینسکی تلاش ناموفقی را برای اخراج وکلای منصوب شده توسط دادگاه صورت داد، زیرا آنان می‌خواستند دیوانگی وی را ثابت کنند تا از مجازات مرگ بگریزد، اما او خود را دیوانه نمی‌دانست. پس از این که معلوم شد طولانی شدن دادگاه به او فرصتی برای پوشش خبری ملی می‌دهد، در معامله‌ای به حبس ابد بدون امکان عفو محکوم شد. او در ۱۰ ژوئن ۲۰۲۳ در زندان درگذشت.
در ساعت ۱۲:۲۳ صبح ۱۰ ژوئن ۲۰۲۳ , کزینسکی در سلولش در حالی که خود را با یک بند کفش آویزان از نرده معلولان دار زده بود بدون علایم حیاتی پیدا شد. زندانبانان فوراً عملیات احیای قلبی‌ریوی را آغاز کردند که به قفسه سینه او صدمات زیادی وارد کرد. او به بیمارستان دانشگاه دوک در دورهام، کارولینای شمالی برده شد که فشار خونش در آن پایین ماند تا این که در ساعت A.M. منطقه زمانی شرقی مرده اعلام شد.

## زندگی در انزوا و آغاز بمب‌گذاری‌ها
در سال ۱۹۶۹، کزینسکی از موقعیت خود در برکلی استعفا داد و به مدت چند سال در خانه‌های والدینش و سپس در یک کلبه بدون آب و برق در نزدیکی لینکلن، مونتانا، به زندگی انزواطلبانه روی آورد. در این دوره، او با مطالعه گسترده درباره فلسفه، تاریخ و علوم اجتماعی، دیدگاه‌های ضدصنعتی و آنارشیستی خود را توسعه داد.
اولین بمب‌گذاری او در ۲۵ مه ۱۹۷۸ در دانشگاه نورث‌وسترن انجام شد. کزینسکی در ابتدا، بمب‌های خود را در بسته‌هایی پستی ارسال می‌کرد و هدف او در ابتدا دانشگاهیان و سپس مدیران شرکت‌های هواپیمایی بود. این بمب‌گذاری‌ها تا سال ۱۹۹۵ ادامه یافت و منجر به کشته شدن سه نفر: هیو کراس (مدیر عامل یک شرکت تبلیغاتی)، گیلبرت برنت مورای (صاحب یک فروشگاه کامپیوتر) و توماس مسر (رئیس اتحادیه الوار کالیفرنیا) و زخمی شدن ۲۳ نفر دیگر شد.

## تعقیب و دستگیری
پلیس فدرال آمریکا (FBI) پرونده یونابامبر را با نام رمز "UNABOM" (University and Airline Bomber) آغاز کرد. این پرونده به یکی از طولانی‌ترین و پرهزینه‌ترین تحقیقات در تاریخ FBI تبدیل شد.
در سال ۱۹۹۵، کزینسکی یک مانیفست ۳۵۰۰۰ کلمه‌ای با عنوان «جامعه صنعتی و آینده آن» (Industrial Society and Its Future) را برای روزنامه‌های نیویورک تایمز و واشینگتن پست ارسال کرد و تهدید کرد که در صورت عدم انتشار آن، به بمب‌گذاری‌ها ادامه خواهد داد. دولت فدرال با توصیه FBI و وزارت دادگستری، این مانیفست را منتشر کرد تا شاید بتواند اطلاعاتی برای شناسایی او به دست آورد.
پس از انتشار مانیفست، دیوید کزینسکی، برادر تد، شباهت‌های قابل توجهی بین سبک نگارش مانیفست و نامه‌هایی که تد در گذشته برای خانواده فرستاده بود، پیدا کرد. او این اطلاعات را در فوریه ۱۹۹۶ به FBI گزارش داد. در نهایت، تد کزینسکی در ۳ آوریل ۱۹۹۶ در کلبه خود در لینکلن، مونتانا، دستگیر شد. در کلبه او، مواد منفجره، اجزای بمب و دفترچه‌های خاطرات حاوی جزئیات بمب‌گذاری‌ها کشف شد.

## محاکمه و محکومیت
محاکمه تد کزینسکی در سال ۱۹۹۷ آغاز شد. او در ابتدا تلاش کرد تا خود را از نظر روانی ارزیابی کند، اما دادگاه به این نتیجه رسید که او صلاحیت محاکمه را دارد. وکلای او قصد داشتند از دفاع «جنون» استفاده کنند، اما کزینسکی به شدت با این رویکرد مخالف بود، زیرا نمی‌خواست مانیفست و دیدگاه‌هایش به عنوان حاصل جنون تلقی شود.
در نهایت، در ژانویه ۱۹۹۸، کزینسکی در ازای عدم درخواست مجازات اعدام، به ۱۶ مورد بمب‌گذاری اعتراف کرد. او به هشت حبس ابد متوالی بدون امکان آزادی مشروط محکوم شد و بقیه عمر خود را در زندان فوق امنیتی فدرال ای دی ایکس فلورنس (ADX Florence) در کلرادو گذراند.

## افکار
او در نوشته‌ای تحت عنوان انقلاب پیشرو اصول کلی جنبش ضدتکنولوژی خود را به ترتیب زیر توضیح می‌دهد:
یک) نفی کامل تکنولوژی مدرن: این امر منطقاً ضروری است، چون تکنولوژی مدرن کلیتی است که در آن همهٔ اجزا به هم متصل‌اند؛ نمی‌شود از شر قسمت‌های بد، بدون رها کردن قسمت‌های به‌ظاهر خوب خلاص شد. مانند یک ارگانیسم زندهٔ پیچیده، سیستم تکنولوژیکی یا زنده می‌ماند یا می‌میرد، نمی‌توان آن را دیرزمانی نیمه‌زنده یا نیمه‌مرده نگه داشت.
دو) نفی تمدن: این نیز منطقی است چون تمدن تکنولوژیکی فعلی تنها جدیدترین مرحلهٔ فرایند ادامه‌دار تمدن است. تمدن‌های پیشین حامل بذرهای شیطانی شرهایی که امروز به ثمر رسیده‌اند بوده‌اند.
سه) نفی ماتریالیسم و جایگزینی آن با مفهومی از زندگی که ارزش‌هایی مانند اعتدال و خودبسندگی را ارج بگذارد و کسب مال و مقام را ناپسند بداند. رد ماده‌گرایی بخشی مهمی از نفی تمدن تکنولوژیکی است، زیرا تنها تمدن تکنولوژیکی می‌تواند کالاهایی که انسان مدرن به آن‌ها اعتیاد یافته است را فراهم کند.
چهار) عشق و احترام نسبت به طبیعت، یا حتی پرستش آن: طبیعت نقطهٔ مقابل تمدن تکنولوژیکی است که تهدید به نابودی طبیعت می‌کند. از این رو منطقی است طبیعت را به عنوان ارزشی مثبت در برابر ارزش منفی تکنولوژی معرفی کرد. به علاوه، احترام به عشق نسبت به طبیعت ممکن است خلأ معنوی جامعهٔ مدرن را پر کند.
پنج) شور آزادی داشتن: میان همهٔ آن چیزهایی که تمدن مدرن ما را از آن‌ها محروم می‌کند، آزادی و ارتباط نزدیک با طبیعت از همه گرانبهاترند. در حقیقت از زمانی که نوع بشر به بردگی تمدن درآمد، آزادی مکررترین و مصرانه‌ترین انگیزهٔ شورشان و انقلابیون در دوره‌های مختلف بوده است.
شش) تنبیه کسانی که مسئول وضع فعلی هستند: دانشمندان، مهندسان، مدیران کمپانی‌ها، سیاستمداران و … که آگاهانه و عمداً پیشرفت تکنولوژیکی و رشد اقتصادی را تقویت می‌کنند، بدترین نوع جنایت‌کارانند. آنان از هیتلر و استالین که هرگز رؤیایی نزدیک به آنچه تکنوکرات‌ها امروز در سر دارند نداشتند، بدترند. از این رو عدالت و تنبیه در مورد آنان لازم است.
افکار تد کازینسکی در مقاله‌ای تحت عنوان جامعه صنعتی و آینده آن که به قلم خود او در نیمه اول دهه ۱۹۹۰ نوشته شد، به تفصیل بیان شده است. این مقاله که به «مانیفست» معروف است در ۱۹ سپتامبر ۱۹۹۵ در روزنامه‌های سراسری آمریکا چاپ شد. مجموع استدلال‌های کازینسکی علیه تکنولوژی جدید به شرح ذیل است:
-آدمیان تحت شرایط بدوی و تکنولوژی‌های ابتدایی تکامل یافته‌اند. این وضعیت طبیعی وجود ماست.
-جامعهٔ تکنولوژیکی فعلی بسیار متفاوت از وضع طبیعی ماست و فشار بی‌سابقه‌ای بر ما و طبیعت وارد می‌کند.
-فشار محصول تکنولوژی اکنون بد است و بسیار بدتر نیز خواهد شد و منجر به شرایطی خواهد گردید که برای ارضای نیازهای سیستم، ماهیت آدمیان را به‌طور کامل تغییر خواهد داد. چنین وضعیتی نابودکنندهٔ کرامت بشری، دهشتناک و فاجعه‌بار برای طبیعت خواهد بود و بنیان بشریت را برخواهد انداخت.

-بنابراین باید سیستم را نابود کرد.
او اعتقاد داشت تکنولوژی معضل اصلی دنیای امروز ماست و برای رهایی از آن راه آسانی وجود ندارد. تنها راه انقلابی فراگیر پیش از رسیدن فاجعه است. هر چه سیستمی بزرگ‌تر شود، فروپاشی آن عواقب وخیم‌تری خواهد داشت، اما در هر حال عواقب عدم فروپاشی آن فاجعه‌بارتر و وخیم‌تر خواهد بود. پیشرفت تکنولوژیک در حال سوق دادن ما به سوی فاجعه‌ای اجتناب‌ناپذیر است و تنها نابود کردن تمدن مدرن می‌تواند از وقوع فاجعه پیشگیری کند. چپ سیاسی (به همراه تمام جنبش‌های به‌ظاهر آزادی‌خواهانه نظیر مارکسیسم، فمینیسم، دفاع از حقوق سیاه‌پوست‌ها، دفاع از همجنس‌گرایان، دفاع از محیط زیست و حقوق حیوانات و همهٔ این جنبش‌ها در خدمت سیستم صنعتی مدرن و تأمین کنندهٔ اهداف و منافع آن هستند. آنچه مورد نیاز است یک جنبش انقلابی جدید است که به هدف نابودی جامعهٔ تکنولوژیکی پای‌بند باشد. او اعتقاد داشت مخالفان نژادپرستی، تبعیض جنسیتی، حیوان‌آزاری، هوموفوبیا، استعمار و … همه دگراندیشان قلابی ساختهٔ دست دنیای مدرن هستند که فرهنگ مخالف‌خوانی را نمایندگی می‌کنند و با هدف از اثر انداختن اندیشه‌های حقیقتاً انقلابی ساخته شده‌اند. او می‌گفت کاسبان حقوق اقلیت‌ها مشکل مبنایی با سیستم ندارند، بلکه می‌خواهند اقلیت‌ها هر چه بیشتر با ایده‌آل‌های طبقهٔ متوسط سفیدپوست تطبیق پیدا کنند و در حقیقت آن‌ها به دنبال تثبیت ارزش‌های سیستم هستند.
او در مورد افزایش روزافزون بیماری‌های روانی، افسردگی، ناامیدی و پوچی زندگی انسان‌ها می‌گفت تمام این ناشادی‌های امروز ما از همین‌جا نشئت می‌گیرد که بدن و ذهن ما برای هزاران سال به تکنولوژی سطح پایین و زندگی بدوی عادت کرده است و تکنولوژی مدرن رشد ما را مختل کرده و زندگی را از مسیر عادی خود به انحراف کشانده است. او سپس با برشمردن عوارض جسمی تکنولوژی نظیر بیماری‌های گوارشی، اختلال‌های هورمونی، چاقی، تنبلی، مرگ و میر بر اثر سرطان، مرگ و میر بر اثر سوانح رانندگی، مرگ و میر بر اثر سلاح‌های مدرن، اپیدمی‌ها و ویروسهای جهش‌یافته و دست‌ساختهٔ بشر و همچنین عوارض روحی و روانی تکنولوژی نظیر افسردگی، بی‌خوابی، خودکشی، اختلالات دوقطبی، اضطراب مداوم، اعتیاد، اوتیسم و … ادعا می‌کرد که هیچ‌کدام از فواید شناخته‌شده و مشهور تکنولوژی معمولاً وجود خارجی ندارند.
او می‌گفت تنبلی و بی‌خاصیتی یکی از اصلی‌ترین عوارض انسان‌های عادت کرده به تکنولوژی است. بیش‌تر دستاوردهای بزرگ بشر زمانی کسب شدند که خبری از کامپیوترها، برق و سرویس بهداشتی مدرن نبود. یک زندگی خوب ابزارهای زیاد نیاز ندارد و به بیان لائوتسه، عارف و فیلسوف چینی «هر چه ابزارها تیزتر می‌گردند، زمانه تاریک‌تر می‌گردد.»
او می‌گفت انسان‌های جهان مدرن به علت اینکه درگیری جدی برای تأمین نیازهای اولیهٔ زندگی ندارند، به کارها و سرگرمی‌های غیرواقعی یا «بدلی» مشغول می‌شوند. او بخش عظیمی از افراد از قبیل هنرمندان، ورزشکاران، دانشمندان و مهندسان را از این دسته می‌دانست. او می‌گفت ادعای دانشمندان مبنی بر این‌که به خاطر دلسوزی برای بشر یا خدمت به انسان‌ها دست به کار تحقیق علمی و اختراعات و اکتشافات می‌زنند ادعایی دروغ است. کنجکاوی نیز فرضی بسیار احمقانه است. انگیزهٔ آن‌ها تنها طی فرایند قدرت است: داشتن یک هدف (برای یک زندگی بی‌معنا)، تلاش و رسیدن به هدف!
او تأکید داشت همهٔ کسانی که در رؤیای اصلاح امور جهان هستند اما نمی‌خواهند علم و تکنولوژی که مسبب تمام مشکلات است را قربانی و نابود کنند، طرح‌های ساده‌لوحانه‌ای دارند که هیچ‌گاه به نتیجه نرسیده و نمی‌رسد و تنها می‌تواند اوضاع را بدتر کند.
او در خصوص ضرورت حیاتی صنعت سرگرمی در دنیای جدید می‌گفت: بسیاری از مردمان بدوی وقتی کاری برای انجام دادن ندارند، می‌توانند به سادگی ساعت‌ها جایی بنشینند و کاری انجام ندهند، چون با خود و دنیای اطرافشان در صلح‌اند. اما اکثر مردمان مدرن باید دائماً مشغول و سرگرم باشند، و گرنه «حوصله‌شان سرمی‌رود!» فرد مدرن وقتی در تلویزیون و ویدئوها غرق می‌شود می‌تواند استرس، نگرانی، ناامیدی و نارضایتی‌هایش را فراموش کند، مشکلاتی که همه محصول دنیای مدرن و تکنولوژی‌اند. داروهای ضدافسردگی ابزارهای کمکی به انسان‌ها هستند تا بتوانند شرایط نابهنجار تمدن صنعتی-سرمایه‌داری را تحمل کنند. او می‌گفت هیچ‌کس ما را وادار به تماشای تلویزیون یا استفاده از صنعت سرگرمی جدید نمی‌کند، اما بیشتر ما به آن‌ها وابسته شده‌ایم. با این حجم فشاری که سیستم صنعتی به انسان‌ها وارد می‌کند، بدون صنعت سرگرمی هرگز نمی‌توانست دوام بیاورد.
او می‌گفت برای نابودی تمدن جدید انتشار و توسعهٔ یک ایدئولوژی علیه صنعت و تکنولوژی ضروری است. اگر سیستم به هر علتی فروبپاشد، باید بقایا آن به نحوی نابود و خرد شوند که قابل زنده شدن و احیای مجدد نباشند و سیستم توان بازآفرینی آن‌ها را نداشته باشد. کارخانه‌ها بهتر است نابود شوند و کتاب‌های علمی و فنی سوزانده شوند. اگر این فروپاشی ناگهانی باشد، مردم بسیاری خواهند مرد، چراکه جمعیت جهان چنان زیاد شده است که حتی سیر کردن شکم آن‌ها بدون تکنولوژی پیشرفته دیگر ممکن نیست. اما ما باید قبول کنیم که تکنولوژی نمی‌تواند به خوبی، منظم و بدون درد از صحنه خارج شود. برای بسیاری از ما آزادی و کرامت انسانی مهم‌تر از یک زندگی طولانی یا دوری از رنج جسمی‌اند. سوای این‌ها همهٔ ما روزی خواهیم مرد، بهتر است در حال جنگیدن برای بقای‌مان یا برای یک اعتقاد بمیریم تا این‌که یک زندگی طولانی، اما بی‌هدف و پوچ داشته باشیم. تاریخ را اقلیت‌های متعهد و فعال می‌سازند، نه اکثریت‌ها.
او همچنین انتقادات اساسی را متوجه ضعفی می‌کرد که تکنولوژی به انسان‌ها تحمیل کرده است: انسان مدرن تنها با ابزارهایش در برابر طبیعت قدرت‌نمایی می‌کند، اما واقعیت امر این است که بسیار آسیب‌پذیر و ضعیف شده است، تنها کافی است ابزارها و دکمه‌ها را از جلوی دستش بردارید!

## اختلال روانی
تصور می‌رود که تد کزینسکی، بمب‌گذار دانشگاه و فرودگاه اختلال شخصیت اسکیزویید داشت. او دارای سابقه طولانی جدایی مفرط از روابط بین فردی بود.
او بر اساس گزارش «سالی جانسن» روان‌شناس جنایی زندانهای ایالت متحده که به دستور قاضی، کزینسکی را معاینه کرد، و می‌نویسد که کزینسکی دو نظام باوری که ۱- جامعه بد است و باید علیه جامعه شورش کرد ۲- خشم شدید از خانواده، را درهم آمیخته و یک نظام باوری و یک ایدئولوژی جامعه ستیزانه بنیاد نهاده است.

او متهم به پارانوئید اسکیزوفرنیک بود و در نوشته‌ها و مقاله‌های او نشانه‌هایی از پیشگویی‌هایی از انقلاب صنعتی و تأثیر آن بر جامعه دیده می‌شود. او یک بار در زندان اقدام به خودکشی کرد که موفق نشد. دیوید اسکربینا، استاد فلسفه دانشگاه هاروارد ادعا می‌کند تنها استدلال تمام روانشناسان دولتی بر اینکه او دارای نوعی اختلال روانی است همین یک جمله است: «البته، او بمب‌های پستی می‌فرستاد، باید دیوانه باشد!» او می‌گوید:
من روان‌شناس نیستم، اما طی دویست صفحه مکاتبه با کازینسکی در عرض شش سال، او را باثبات، منطقی، عقلانی و دارای افکار بسیار روشن یافتم. اثری از بیماری‌های روانی در او نبود. این تلاش دولت است که علاقه دارد هر فرد منتقد تکنولوژی را بی‌خرد معرفی کند، البته خرد با تعریف خود دولت. به عنوان شواهد اضافی، کازینستکی توسط دو روان‌شناس دولتی دیگر، دکترها واترسون و موریسون در زندان مورد مصاحبه قرار گرفت. روایت کازینسکی این بود که آن‌ها بارها یافتن هر نوع شواهد بیماری‌های جدی روانی را رد کردند و اتهام شیزوفرنی را «ابلهانه»، «به شدت غیرمحتمل» و «تنها یک تشخیص با مقاصد سیاسی» دانستند.

## در فرهنگ عامه
فیلم سینمایی (تد کی) محصول سال ۲۰۲۱ به زندگی وی می‌پردازد. در این فیلم شارلتو کوپلی نقش کزینسکی را بازی می‌کند.
همچنین سریال تعقیب (مجموعه تلویزیونی ۲۰۱۷) نیز در مورد زندگی اوست. در این فیلم پل بتانی نقش کزینسکی را بازی می‌کند.